# Гранстедт, Грета
Гре́та Гра́нстедт (англ. Greta Granstedt) (13 июля 1907 года — 7 октября 1987 года) — американская актриса театра, кино и телевидения 1920—1950-х годов.
За время своей кинокарьеры Грандстедт сыграла в таких фильмах, как «Уличная сцена» (1931), «Ты и я» (1938), «Незнакомец на третьем этаже» (1940), «У нас растёт нежный виноград» (1945), «Ноктюрн» (1946), «Преступный путь» (1949), «Насаждающий закон» (1951), «Причина для тревоги» (1951), «Величайшее шоу мира» (1952), «Возвращение Дракулы» (1958) и «Любовь под вязами» (1958).

## Ранние годы жизни и начало карьеры
Айрин «Грета» Гранстедт родилась в 13 июля 1907 года в Скандии, Канзас, она была вторым ребёнком в семье иммигрантов из Швеции, которые поселились в северной центральной части Канзаса с 1867—1868 годах. В 1920 году, когда Грете было 13 лет, семья переехала в Маунтин-Вью, Калифорния.
Как написал историк кино Ханс Воллстейн, «впервые Грандстедт попала в газетные заголовки в апреле 1922 года в возрасте 14 лет, когда стреляла и серьёзно ранила своего парня, который провожал другую девушку на мероприятие в местную церковь. Газеты писали, что приговор Грете гласил: „Покинуть Маунтин-Вью и больше никогда не возвращаться“».
После отъезда из города Гранстедт поселилась в Сан-Франциско, где прожила семь лет. В 1926 году она работала моделью в Художественной ассоциации Сан-Франциско. В 1927 году она отправилась на пароходе в Лос-Анджелес, где, согласно некоторым источникам, познакомилась с Бесси Хайд, которая в 1928 году исчезла при таинственных обстоятельствах, когда вместе с мужем пыталась стать первой парой, которая без посторонней помощи пройдёт по реке Колорадо по Гранд-каньону. Согласно другим источникам, Гранстедт добралась до Лос-Анджелеса автостопом.

## Актёрская карьера
В Лос-Анджелесе Гранстедт получила роль в спектакле «Из ада пришла леди», где играла вместе с Джозефом Шильдкраутом. Как пишет Воллстейн, в 1927 году перед началом кинокарьеры Гранстедт «по понятным причинам сменила имя „Айрин“ на „Грета“, однако никто не принимал Гранстедт за Грабо, и она стала играть небольшие роли крутых девушек, подобно другой молодой актрисе шведского происхождения — Веде Энн Борг».
Свою первую эпизодическую роль Гранстедт получила в комедии «Девушка отовсюду» (1927), за которой последовала эпизодическая роль в комедии «Рядовые» (1928) с участием «европейского идола, венгерской актрисы Лии де Путти». Дебютом Гранстедт в звуковом кино стала хоррор-мелодрама «Последнее выступление» (1929), и, как пишет Воллстейн, «роль снова была микроскопическая». По словам киноведа, в целом за время своей карьеры «свой самый большой вклад Гранстедт внесёт в низкобюджетные экшны, включая два киносериала»
В августе 1929 года родители Гранстедт плыли к дочери на корабле San Juan, курсировавшем между Сан-Франциско и Лос-Анджелесом, который затонул через три минуты после столкновения с танкером. Мистер Гранстедт выжил, а жена оказалась среди 77 погибших. После этого эпизода, как полагает Воллстейн, «репутация Гранстедт как „трагической девушки“ не давала ей возможности войти в голливудские двери, и хотя она продолжала много играть, главным образом это были эпизодические роли».
Только в 1932 году она сыграла в девяти картинах категории В, однако все эти роли были второстепенными и часто без упоминания её имени в титрах. Наиболее значимой работой этого года стала роль в киносериале-вестерне «Дьявольская лошадь» (1932).
Вместе с тем, по мнению киноведа, «некоторые её роли были довольно хороши». В частности, «она запомнилась как дочь Бьюлы Бонди в криминальной драме Кинга Видора „Уличная сцена“ (1931) и в качестве крутой подружки главной героини (Марго) в криминальной мелодраме „Преступление без страсти“ (1934), съёмки которой проходили в Нью-Йорке».
Во время пребывания в Нью-Йорке Гранстедт сыграла в трёх бродвейских спектаклях — в недолговечном «Завтрашний урожай» (1934, 4 представления) и более успешном «Если тело» (1935, 45 представлений), а в сезоне 1936—1937 годов — в драме «Голодная земля» (1937, 13 представлений).
После трёхлетнего перерыва, в 1937 году Гранстедт вернулась в кино, сыграв небольшую роль кокетливой жены в мелодраме «Телефонный оператор» (1937) и в комедии «Вот идёт моя любовь» (1938), где она сыграла шведскую служанку, которая приезжает в Нью-Йорк к своему дяде. По мнению Воллстейна, «вероятно, свою самую памятную роль Анны Вал, единственной женщины в группе борцов сопротивления, Гранстедт сыграла в неоднозначно принятом антинацистском триллере „Гитлер: чудовище Берлина“ (1939), который прославил слабенькую кинокомпанию Producers Releasing Corporation».
В 1940-е годы роли Гранстедт были небольшими и часто без указания в титрах. Одной из наиболее заметных её работ стала роль миссис Ларс Фараассен в мелодраме «У нас растет нежный виноград» (1945), действие которой происходит в деревне выходцев из Норвегии в Висконсине. В фильме нуар «Преступный путь» (1949) она сыграла небольшую, но важную роль артистки из ночного клуба и коллеги главной героини, парень которой работает на главаря местной мафии. Как написал историк кино Хэл Эриксон, в этой картине «завсегдатаи фильмов нуар, среди которых Грета Гранстедт, как нельзя лучше подходят для своих небольших ролей». В криминальной мелодраме «Джонни Холидей» (1949) она сыграла больную любящую мать трудного подростка, который попадает на перевоспитание в трудовой лагерь, где пересматривает своё отношение к жизни.
В начале 1950-х годов Гранстедт сыграла в таких значимых фильмах нуар, как «Тёмный город» (1950), «Насаждающий закон» (1951) и «Причина для тревоги» (1951), однако её роли в этих фильмах были небольшими. Свою следующую значимую роль Гранстедт сыграла лишь в 1958 году в фильме ужасов «Возвращение Дракулы» (1958), который имел определённый успех. Как пишет Воллстейн, «фильм не такой плохой, как можно подумать. В этой картине она играет отважную калифорнийскую домохозяйку, которая принимает графа, выдающего себя за художника и дальнего родственника, в своём доме с предсказуемыми последствиями».

## Карьера на телевидении
Начиная с 1950 года, Гранстедт стала работать на телевидении, сыграв вплоть до 1964 года в 31 эпизоде 22 различных сериалов, среди них «Одинокий рейнджер» (1950—1953), «Большой город» (1952), «Приключения Сокола» (1954), «Письмо Лоретте» (1955—1956), «Облава» (1957), «Опознание» (1957), «Лесси» (1957), «Миллионер» (1959), «Питер Ганн» (1961) и «Перри Мейсон» (1962—1964).

## Личная жизнь
По разным источникам, Грета Гранстедт была замужем семь или восемь раз. После развода в первом браке, второй брак с Робертом Блибером был заключён в 1923 году, однако был аннулирован в 1924 году, так при регистрации Гранстедт неверно указала свой возраст. Её следующий брак с калифорнийским художником Робертом Ловенталем, заключённый в 1926 году, также был аннулирован. В 1933—1934 годах она была замужем за танцором танго и латинским гангстером Романом Рамосом, а в 1935 году её мужем стал французский дизайнер и фотограф Марсель Олис. Её следующим мужем в 1938 году стал художник по спецэффектам Макс де Вега. Когда в 1942 году она собралась разводиться, то выяснила, что Макс ещё не развёлся со своей прежней женой, после чего их брак был аннулирован. В 1944 году она вышла замуж за майора Лоуренса Райта, однако в 1946 году выяснилось, что он также был не разведён со своей прежней женой, и брак с Гранстедт был аннулирован. В 1947 году она вышла замуж за Артура Дж. Форбса, с которым в 1948 году усыновила мальчика, получившего имя Кристофер Майкл. В 1951 году пара развелась, и Гранстедт получила над ребёнком опекунство. В 1965 году она успешно излечилась от рака горла, и в том же году вышла замуж за Говарда Томаса, вместе с которым в 1970 году переехала на ранчо в Британскую Колумбию, где занималась коневодством.

## Смерть
Грета Гранстедт умерла 7 октября 1987 года в Лос-Анджелесе, Калифорния.

## Фильмография
| Год        |     | Русское название               | Оригинальное название         | Роль                                                         |
| ---------- | --- | ------------------------------ | ----------------------------- | ------------------------------------------------------------ |
| 1927       | ф   | Девушка отовсюду               | The Girl from Everywhere      | (в титрах не указана)                                        |
| 1928       | ф   | Лишний багаж                   | Excess Baggage                | Бетти Форд                                                   |
| 1928       | кор | Беги, девочка, беги            | Run, Girl, Run                | (в титрах не указана)                                        |
| 1928       | ф   | Любовь с первого полёта        | Love at First Flight          | (в титрах не указана)                                        |
| 1928       | ф   | Рядовые                        | Buck Privates                 | (в титрах не указана)                                        |
| 1928       | кор | Принцесса плавания             | The Swim Princess             | девушка в спортзале (в титрах не указана)                    |
| 1928       | кор | Кармен из кампуса              | The Campus Carmen             | (в титрах не указана)                                        |
| 1928       | кор | Мамочки на моторной лодке      | Motorboat Mamas               | (в титрах не указана)                                        |
| 1928       | кор | Регата Смита в Каталине        | Smith's Catalina Rowboat Race | (в титрах не указана)                                        |
| 1928       | кор | Поездка мужа в выходные        | Hubby's Weekend Trip          | офисный клерк (в титрах не указана)                          |
| 1928       | кор | Вампир из кампуса              | The Campus Vamp               | (в титрах не указана)                                        |
| 1929       | ф   | Близкая гармония               | Close Harmony                 | Ева Ляру                                                     |
| 1929       | кор | Дядя Том                       | Uncle Tom                     | (в титрах не указана)                                        |
| 1929       | кор | Блеф звонящего мужа            | Calling Hubby's Bluff         | (в титрах не указана)                                        |
| 1929       | ф   | Последнее выступление          | The Last Performance          | (в титрах не указана)                                        |
| 1929       | ф   | Мексиканская роза              | Mexicali Rose                 | (в титрах не указана)                                        |
| 1929       | кор | Ученик волшебника              | The Wizard's Apprentice       | девушка (в титрах не указана)                                |
| 1930       | ф   | Постыдные моменты              | Embarrassing Moments          | Бетти Блэк                                                   |
| 1930       | ф   | Нехватка                       | Caught Short                  | Фэнни Ли                                                     |
| 1930       | ф   | Солнечное небо                 | Sunny Skies                   | студенческая вдова                                           |
| 1930       | ф   | Что за человек                 | What a Man                    | Ханна, служанка                                              |
| 1930       | ф   | Экспресс «Молния»              | The Lightning Express         | Кейт                                                         |
| 1930       | ф   | Горячие изгибы                 | Hot Curves                    | девушка                                                      |
| 1931       | ф   | Уличная сцена                  | Street Scene                  | Мэй Джонс                                                    |
| 1931       | ф   | Обманщик                       | The Deceiver                  | Силиа Адамс                                                  |
| 1931       | ф   | Парад на Манхеттане            | Manhattan Parade              | Шарлотта Эванс                                               |
| 1931       | ф   | Тайный свидетель               | The Secret Witness            | девушка (в титрах не указана)                                |
| 1932       | ф   | Что будет послезавтра          | After Tomorrow                | Бетти                                                        |
| 1932       | ф   | Они так и не вернулись         | They Never Come Back          | Мэри Нолан                                                   |
| 1932       | ф   | Маккена из конной полиции      | McKenna of the Mounted        | Ширли Кеннеди                                                |
| 1932       | ф   | Леди из ночного клуба          | The Night Club Lady           | Юнис Тэхон                                                   |
| 1932       | ф   | Дьявольская лошадь             | The Devil Horse               | Линда Вестон                                                 |
| 1932       | ф   | Обман                          | Deception                     |                                                              |
| 1932       | ф   | Ночной мир                     | Night World                   | блондинка (в титрах не указана)                              |
| 1932       | ф   | Девушка, принимающая шляпы     | Hat Check Girl                | гостья на вечеринке (в титрах не указана)                    |
| 1932       | ф   | Мэдисон Сквер гарден           | Madison Square Garden         | блондинка (в титрах не указана)                              |
| 1933       | кор | Надо ли певцам жениться        | Should Crooners Marry         |                                                              |
| 1933       | кор | Мопсы и поцелуи                | Pugs and Kisses               | подружка Слага                                               |
| 1934       | ф   | Преступление без страсти       | Crime Without Passion         | Делла (в титрах не указана)                                  |
| 1937       | ф   | Телефонный оператор            | Telephone Operator            | Сильвия Соммерс                                              |
| 1938       | ф   | Исправительное учреждение      | Reformatory                   | Милли                                                        |
| 1938       | ф   | Последний экспресс             | The Last Express              | Глэдис Хьюитт                                                |
| 1938       | ф   | Приключения Марко Поло         | The Adventures of Marco Polo  | служанка Кайду (в титрах не указана)                         |
| 1938       | ф   | Ты и я                         | You and Me                    | продавщица (в титрах не указана)                             |
| 1938       | ф   | Мария-Антуанетта               | Marie Antoinette              | женщина в игорном доме (в титрах не указана)                 |
| 1938       | ф   | Вот идет моя любовь            | There Goes My Heart           | Тельда, шведская служанка Джоан (в титрах не указана)        |
| 1939       | ф   | Гитлер: Чудовище Берлина       | Hitler - Beast of Berlin      | Анна Валь                                                    |
| 1939       | ф   | Задержите рассвет              | When Tomorrow Comes           | официантка (в титрах не указана)                             |
| 1940       | ф   | Дорога в Сингапур              | Road to Singapore             | Бейб (в титрах не указана)                                   |
| 1940       | ф   | Безымянные женщины             | Women Without Names           | заключённая (в титрах не указана)                            |
| 1940       | ф   | Незнакомец на третьем этаже    | Stranger on the Third Floor   | домохозяйка (в титрах не указана)                            |
| 1940       | ф   | Третий палец, левая рука       | Third Finger, Left Hand       | Сельма, женщина на Ниагарском водопаде (в титрах не указана) |
| 1941       | кор | Французская горячая красотка   | French Fried Patootie         | Фифи                                                         |
| 1941       | ф   | Опасная леди                   | Dangerous Lady                | Лейла Боствик                                                |
| 1941       | ф   | Человек, которого предали      | A Man Betrayed                | клерк в бюро информации (в титрах не указана)                |
| 1941       | ф   | Спой другой припев             | Sing Another Chorus           | субретка (в титрах не указана)                               |
| 1943       | ф   | Я сбежал от гестапо            | I Escaped from the Gestapo    | Хильда (в титрах не указана)                                 |
| 1943       | ф   | Леди-телохранитель             | Lady Bodyguard                | Герти (в титрах не указана)                                  |
| 1943       | ф   | Сначала приходит мужество      | First Comes Courage           | ассистентка (в титрах не указана)                            |
| 1944       | ф   | История доктора Уоссела        | The Story of Dr. Wassell      | голландская медсестра (в титрах не указана)                  |
| 1944       | ф   | А вот и волны                  | Here Come the Waves           | диспетчер на башне управления (в титрах не указана)          |
| 1945       | ф   | У нас растет нежный виноград   | Our Vines Have Tender Grapes  | миссис Фараасен                                              |
| 1945       | ф   | Грубо говоря                   | Roughly Speaking              | служанка Анны (в титрах не указана)                          |
| 1945       | ф   | Дважды благословлённый         | Twice Blessed                 | служанка Мэри (в титрах не указана)                          |
| 1946       | ф   | Ноктюрн                        | Nocturne                      | Клара (в титрах не указана)                                  |
| 1946       | ф   | Остриё бритвы                  | The Razor's Edge              | телефонистка в госпитале (в титрах не указана)               |
| 1947       | ф   | Непобеждённый                  | Unconquered                   | женщина (в титрах не указана)                                |
| 1947       | ф   | Касс Тимберлейн                | Cass Timberlane               | Дагмар (в титрах не указана)                                 |
| 1947       | ф   | Гангстер                       | The Gangster                  | (в титрах не указана)                                        |
| 1948       | ф   | Наш весёлый путь               | On Our Merry Way              | секретарь мистера Сэдда (в титрах не указана)                |
| 1948       | ф   | Опасность                      | Hazard                        | женщина в вечернем платье (в титрах не указана)              |
| 1948       | ф   | Жанна Д'Арк                    | Joan of Arc                   | горожанка (в титрах не указана)                              |
| 1948       | ф   | Секрет блондинки               | Blondie's Secret              | Мона (в титрах не указана)                                   |
| 1949       | ф   | Преступный путь                | The Crooked Way               | Хейзел Даунс                                                 |
| 1949       | ф   | Джонни Холидей                 | Johnny Holiday                | миссис Холидэй                                               |
| 1949       | ф   | Красное, горячее и синее       | Red, Hot and Blue             | кинозрительница в трейлере (в титрах не указана)             |
| 1949       | ф   | Самсон и Далила                | Samson and Delilah            | зрительница в храме (в титрах не указана)                    |
| 1950       | ф   | Тёмный город                   | Dark City                     | Марджи (в титрах не указана)                                 |
| 1950— 1953 | с   | Одинокий рейнджер              | The Lone Ranger               | разные роли (4 эпизода)                                      |
| 1951       | кор | Гость                          | The Guest                     |                                                              |
| 1951       | ф   | Насаждающий закон              | The Enforcer                  | миссис Лазич (в титрах не указана)                           |
| 1951       | ф   | Причина для тревоги            | Cause for Alarm!              | мама (в титрах не указана)                                   |
| 1951       | с   | Театр «Бигелоу»                | The Bigelow Theatre           | (1 эпизод)                                                   |
| 1952       | ф   | Величайшее шоу мира            | The Greatest Show on Earth    | зрительница (в титрах не указана)                            |
| 1952       | ф   | Атомный город                  | The Atomic City               | агент ФБР (в титрах не указана)                              |
| 1952       | с   | Небесный король                | Sky King                      | Ронда Дуркин(1 эпизод)                                       |
| 1952       | с   | Большой город                  | Big Town                      | (1 эпизод)                                                   |
| 1953       | ф   | История Эдди Кантора           | The Eddie Cantor Story        | Рейчел Тобиас                                                |
| 1953       | ф   | Жонглер                        | The Juggler                   | Кара (в титрах не указана)                                   |
| 1953       | ф   | А вот и девушки                | Here Come the Girls           | прачка (в титрах не указана)                                 |
| 1953       | ф   | Горячие новости                | Hot News                      | служанка (в титрах не указана)                               |
| 1953—1955  | с   | Телевизионный театр «Форда»    | The Ford Television Theatre   | разные роли (2 эпизода)                                      |
| 1953—1955  | с   | Ты там                         | You Are There                 | женщина (2 эпизода)                                          |
| 1953—1956  | с   | Видео-театр «Люкс»             | Lux Video Theatre             | разные роли (2 эпизода)                                      |
| 1954       | кор | Сделайте кому-нибудь приятное! | Do Someone a Favor!           | миссис Джордж Гибсон (в титрах не указана)                   |
| 1954       | с   | Приключения Сокола             | Adventures of the Falcon      | Грети Шиллер (1 эпизод)                                      |
| 1955       | с   | Капитан Миднайт                | Captain Midnight              | разные роли (2 эпизода)                                      |
| 1955       | с   | Перекрёстки                    | Crossroads                    | (1 эпизод)                                                   |
| 1955—1956  | с   | Письмо Лоретте                 | Letter to Loretta             | разные роли (2 эпизода)                                      |
| 1956       | ф   | Птицы и пчелы                  | The Birds and the Bees        | гостья (в титрах не указана)                                 |
| 1956       | с   | Театр кинорежиссёров           | Screen Directors Playhouse    | Тинка (1 эпизод)                                             |
| 1956       | с   | Кавалькада Америки             | Cavalcade of America          | (1 эпизод)                                                   |
| 1957       | ф   | Железный шериф                 | The Iron Sheriff              | Элли, сестра Леверет (в титрах не указана)                   |
| 1957       | с   | Облава                         | Dragnet                       | (1 эпизод)                                                   |
| 1957       | с   | Опознание                      | The Lineup                    | миссис Оукхёрст (1 эпизод)                                   |
| 1957       | с   | Лесси                          | Lassie                        | миссис Крил (1 эпизод)                                       |
| 1958       | ф   | Возвращение Дракулы            | The Return of Dracula         | Кора Мэберри                                                 |
| 1958       | тф  | Доктор Майк                    | Doctor Mike                   | Анна Бартос                                                  |
| 1958       | ф   | Страсть под вязами             | Desire Under the Elms         | Мен (в титрах не указана)                                    |
| 1958       | ф   | Крушители вечеринок            | The Party Crashers            | Филлис (в титрах не указана)                                 |
| 1958       | с   | Человек без оружия             | Man Without a Gun             | (1 эпизод)                                                   |
| 1959       | с   | Миллионер                      | The Millionaire               | мадам Жиру (1 эпизод)                                        |
| 1960       | с   | Не для проката                 | Not for Hire                  | Эн (1 эпизод)                                                |
| 1961       | с   | Питер Ганн                     | Peter Gunn                    | миссис Гюнтер (1 эпизод)                                     |
| 1962—1964  | с   | Перри Мейсон                   | Perry Mason                   | разные роли (2 эпизода)                                      |